# 박원찬
박원찬(朴圓讚, 일본식 이름: 新井圓讚)은 일제강점기의 불교 승려이며 법명은 운제(雲堤)이다. 다른 이름으로 박운제(朴雲堤)가 있다.

## 생애
생몰년은 미상이며, 1917년 경상남도 양산의 통도사 지방학림 불교전문과를 졸업했다는 사실만 알려져 있다.
1938년 통도사 주지로 선출되었다. 주지 선출은 조선총독부의 인가를 받아야 했는데, 박원찬은 총독부의 인가를 받은 날인 9월 18일 국민총동원 통도사연맹이라는 전쟁 지원 단체를 조직해 결성식을 거행했다. 이 날은 마침 만주사변 7주년이 되는 날이기도 했다.
1940년에는 창씨개명을 하였고, 통도사와 해인사, 범어사로 구성된 경남3본산종무협회 주최의 일본군 장병 위령 법회를 종무협회장으로서 주도한 일이 있다. 위령 법회에서는 독경이나 축원에 앞서 일장기를 게양하고 궁성요배를 하며 황국신민의 서사를 제창했다. 도쿄에서 개최된 황기 2600년 기념식에도 조선 불교계 경남 대표 자격으로 참석했다.
1941년 일제는 조선불교 조계종을 새로 출범시켰는데, 박원찬은 재무부장으로 선출되었다. 그해 12월 8일 태평양 전쟁으로 전시 체제가 강화되자 조계종도 전쟁 지원에 박차를 가했는데, 이종욱(종무부장), 김법룡(서무부장), 임석진(교무부장) 등 다른 임원들과 함께 일본을 위한 기도회인 국도회에 참가했다. 불교계 전체의 이름으로 비행기 1대를 헌납하기로 결의하고, 비행기 대금과 별도의 국방헌금을 모금해 조선군사령부에 직접 전달한 일도 있다.
박원찬이 쓴 글은 전쟁 기간 중 창씨명으로 《불교》에 발표한 〈대전과 종단의 우 1년〉과 〈대전 2년을 바라보며 - 계획적 국가 경제에 의한 국민 생활〉 두 편이 남아 있는데, 모두 친일시사문이이다. 그 외에도 1943년 징병제가 실시된 것을 축하하기 위한 부민관 행사에 참석하였고, 1944년 종회 의원 전원과 함께 조선신궁에 참배하는 등 친일 행적이 여럿 남아 있다.
1945년 8월 15일 일본의 패배로 태평양 전쟁이 종결되자 이틀 후인 8월 17일 총독부와 밀착했던 조계종 간부들은 전원 사퇴서를 제출했다. 그러나 이후로도 1947년 경남교무원 종무원장, 1948년 조선불교 총무원장에 취임한 데 이어 1949년 남북통일촉성종교단체연합회 부회장에 피선되는 등 불교계의 실력자로 활동을 계속했다.
1949년 9월 29일 불교계 내분 사태가 일어나 청년 40여 명이 총무원에 난입해 박원찬을 감금하고 폭력으로 사임을 강요한 불미스러운 사건으로 총무원장직에서 물러났고, 이후 행적을 알 수 없다.

## 사후
민족문제연구소가 친일인명사전 발간을 위해 2008년 1차로 발표한 친일인명사전 수록예정자 명단 종교 부문에 포함되어 있다.

## 같이 보기
- 통도사

## 참고자료
- 임혜봉 (2005년 3월 1일). 〈박원찬 : 총본산의 재무부장으로 친일 행각〉. 《친일 승려 108인》. 서울: 청년사. 565~573쪽쪽. ISBN 9788972783848.